# Georges-Kévin Nkoudou
Georges-Kévin Nkoudou Mbida (Versalles, Francia, 13 de febrero de 1995) es un futbolista camerunés que juega de centrocampista en el Al-Diriyah Club de la Primera División Saudí.

## Carrera

### Inicios
Nativo de Versalles, Georges-Kévin Nkoudou comienza a jugar al fútbol en el club "Pequeños Ángeles", donde sus calidad de velocidad y de regate se hacen notar. A la edad de 13 años es descubierto por las juveniles del Paris Saint-Germain mientras participaba en pruebas de selección del INF Clairefontaine. Se unió al centro de formación previa del París Saint-Germain en julio de 2008 jugando como externo. No obstante después de dos temporadas, el club parisiense no le ofrece unirse de forma definitiva al centro de formación.

### FC Nantes
Abandona el PSG y al cabo de un año, recibe proposiciones del FC Nantes y de Lille. Se decide entonces por el FC Nantes, donde firma un contrato en prácticas en 2011.
El 8 de agosto de 2013, firmó un contrato profesional de tres años con club. El 10 de agosto de 2013, disputa su primer partido en la Ligue 1 frente a Bastia (2-0). El 29 de octubre de 2013, marcó su primer gol con el FC Nantes en los dieciseisavos de final de la Copa de la Liga frente a Lorient.
Marcó su primer gol en la Ligue 1 a través de una genial jugada el 5 de octubre de 2014 frente al Guingamp, dándole la victoria al FC Nantes (0-1).

### Olympique de Marsella
El 12 de junio de 2015, se anunció el acuerdo entre el FC Nantes y el Olympique de Marsella por una transferencia de 1,5M€.

### Tottenham Hotspur
El 31 de agosto de 2016 se oficializaba el fichaje de Nkoudou por el Tottenham con un contrato de 5 años por una suma de 13M€.

## Selección nacional
En septiembre de 2022 hizo su debut con la selección de Camerún en un amistoso ante Uzbekistán. Unas semanas después fue citado para disputar el Mundial 2022.

## Clubes
| Club                    | País           | Año       |
| ----------------------- | -------------- | --------- |
| F. C. Nantes            | Francia        | 2013-2015 |
| Olympique de Marsella   | Francia        | 2015-2016 |
| Tottenham Hotspur F. C. | Inglaterra     | 2016-2019 |
| Burnley F. C. (cedido)  | Inglaterra     | 2018      |
| A. S. Monaco (cedido)   | Francia        | 2019      |
| Beşiktaş J. K.          | Turquía        | 2019-2023 |
| Damac F. C.             | Arabia Saudita | 2023-2025 |
| Al-Diriyah Club         | Arabia Saudita | 2025-     |

## Palmarés

### Títulos nacionales
| Título               | Club           | País    | Año  |
| -------------------- | -------------- | ------- | ---- |
| Superliga de Turquía | Beşiktaş J. K. | Turquía | 2021 |
| Copa de Turquía      | Beşiktaş J. K. | Turquía | 2021 |
| Supercopa de Turquía | Beşiktaş J. K. | Turquía | 2021 |